# Daniel Alexander Benda
Daniel David Alexander Benda (* 22. April 1786 in Berlin; † 6. Januar 1870 ebenda) war ein deutscher Politiker, Kaufmann, Journalist und Schriftsteller.

## Jugend und Familie
Daniel David Alexander Benda war das sechste von zehn Kindern seiner Eltern. Sein Vater war David Susmann Samter, nachmals David Alexander Abraham (* 15. Januar 1746; † 9. Oktober 1804), seine Mutter Gitel, Witwe des David Alexander, geb. Moses Itzig (* 15. Mai 1744; † 20. Juni 1824), die am 22. April 1770 erneut geheiratet hatte. Bendas Großvater, der Pfandleiher Alexander Abraham (Susmann Samter) († 1790), war als Rabbiner-Assessor aus Halberstadt gekommen. Der Vater, schon in Berlin geboren, wurde Kaufmann und Vorsteher der Beerdigungsbruderschaft der jüdischen Gemeinde.
Nach eigener Aussage wurde Daniel Benda als Kind vernachlässigt und wuchs mit drei Brüdern und sechs Schwestern ohne allen Unterricht und Erziehung auf. Als sein Vater starb, der kein nennenswertes Vermögen hinterließ, war er achtzehn Jahre alt. Um für die Mutter und die jüngeren Geschwister zu sorgen, musste er mit seinen Brüdern in den Lederhandel einsteigen. Er wurde Mitinhaber der Firma Gebr. Benda, zu der er sich mit seinen Brüdern zusammengeschlossen hatte. Er scheint sich jedoch früh zurückgezogen zu haben, da er in den Berliner Adressbüchern bis 1829 als Kaufmann, danach als Rentier ausgewiesen ist. Daniel Benda war Mitglied der Börsen-Korporation und der Korporation der Berliner Kaufmannschaft.
Am 13. Februar 1809 heiratete Daniel Benda in Berlin Veile (genannt Veilchen, auch Fanny), geb. Sachs (* 1778; † 29. Juli 1860). Sie war eine Tochter des Joel Jacob Sachs (1738–1820) und dessen zweiter Ehefrau Esther (ca. 1746–1813) und damit die Nichte des königlichen Regierungsbauinspektors Salomo Sachs.
Kinder des Ehepaars waren u. a. Clara Benda (1810–1818), Esther, nachmalige Ida Anna Benda (1813–1877), die sich von Friedrich Schleiermacher taufen ließ und den königlichen Landbaumeister Carl Wilhelm Hoffmann heiratete, sowie Anton Ferdinand Benda (1817–1893), der ebenfalls zum evangelischen Christentum übertrat. Der Jurist und Politiker Johannes Daniel Benda (1849–1927) war ihr Enkel. Veilchen Benda gehörte zum Rat der „Ehrenmütter“ des am 30. April 1833 von Baruch Auerbach eröffneten jüdischen Waisen-Erziehungs-Instituts, das ihr Ehemann durch jährliche Spenden förderte.

## Wahl in den Magistrat von Berlin
Am 10. Februar 1817 wurde Daniel Benda in die Gesellschaft der Freunde aufgenommen, die ihn in ihrer Generalversammlung am 31. Januar 1836 zum Vorsteher wählte. Dieser begann seine Amtsführung engagiert und führte einige Neuerungen bei der Aufgabenzuteilung im Vorstand ein, trat aber bereits am 25. Juli desselben Jahres wegen einer Meinungsverschiedenheit „so wie Kränklichkeit halber“ zurück. Sein Nachfolger wurde Moses Moser. Einer von Bendas engsten Vertrauten war der jüdische Mediziner Adolph Emil Wilhelm Muhr (1788–1836), der 1819 von seinem Onkel, dem Superintendenten Philipp Wilhelm Wolf (1766–1822), in Zossen evangelisch getauft wurde.
Auch Daniel Alexander Benda soll im Jahr 1833 zum Protestantismus konvertiert sein; anderen Angaben zufolge sei er allerdings „einem Konfessionswechsel niemals nahegetreten“. Gegen die Vorstellung, er sei nach 1833 kein Jude mehr gewesen, sprechen die Tagebuchaufzeichnungen des freireligiösen Predigers Carl Scholl, dem gegenüber Benda 1847 erklärte, „die vornehmen Juden zittern davor, an ihr Judentum erinnert zu werden, und kümmern sich um die spezifischen Interessen des Judentums so gut wie gar nicht“. Zugleich habe er die tief verwurzelte Judenfeindschaft der preußischen Königsfamilie beklagt.
1835 wurde Daniel Alexander Benda in die Berliner Stadtverordnetenversammlung gewählt. nicht, wie häufig angegeben, erst im Frühjahr 1844 oder 1842.  Damit gehörte er zu den ersten jüdischen Stadtverordneten in Berlin nach David Friedländer und Salomon Veit. 1844 wurde er auf 6 Jahre zum unbesoldeten Stadtrat gewählt. Bei der Vereidigung wehrte er sich gegen die Wendung „der Gott Israel’s“ in der Eidesformel, da nach seiner Überzeugung Christen und Juden ein und denselben Gott verehren. Anlässlich der ersten Gewerbeausstellung der Staaten des Deutschen Zollvereins im selben Jahr kam es zur Gründung des Centralvereins für das Wohl der arbeitenden Klassen, in dem Daniel Benda eine führende Rolle spielte.

## Journalistische Arbeit
Unter der Redaktion von Samuel Spiker (nach 1827) wurde Benda ein Hauptmitarbeiter der Berlinischen Zeitung von Staats- und gelehrten Sachen (Spenersche Zeitung). Hier veröffentlichte Benda regelmäßig ausführliche Beiträge zu Politik, Religion und Philosophie, von denen manche mit Catilina ante portas gezeichnet waren, was im Frühjahr 1848 zu polemischen Erwiderungen führte. Virtuos bediente sich Benda der publizistischen Mittel, die ihm die im Vormärz eingeschränkte Pressefreiheit bot. Sein Aufruf vom August 1843 an die Wähler, nur solche Stadtverordneten zu wählen, die für die Öffentlichkeit der Ratsverhandlungen eintreten, wurde durch die Zensur unterdrückt, was ein Urteil des Zensurgerichts nicht billigte. Dieses Urteil brachte dann, wie Varnhagen in einer Tagebuchnotiz berichtet, die Vossische Zeitung, ebenso wie Bendas Aufforderung, im Druck.
Gegen Äußerungen des Staatsministers von Thile in der Ständeversammlung vom 14. Juni 1847 über eine angebliche jüdische Dominanz in der Tagespresse (wobei die Juden als „Fremde“ bezeichnet wurden) wandte sich Benda mit einer Erklärung, die überregional beachtet wurde: „Keinem Menschen, weder Königssöhnen noch von Bettlern in ärmlichen Hütten Gezeugten, wird verstattet, ‚Sich die Eltern zu wählen!‘ Allen aber ist die Aufgabe gestellt: ‚Den von Gott unmittelbar ihnen angewiesenen Posten nicht feig zu verlassen, sondern mit Ehren zu behaupten; welchen Posten behaupten, in die Augen springend, mit um so höheren Ehren schmückt, je härteren Kämpfen und Prüfungen er ausgesetzt ist.‘ – Daß die Juden den ihnen von Gott anvertrauten Posten seit 1800 Jahren mit absolut beispielloser Ausdauer behaupten, bezeugt die Geschichte, und dieser Ruhm verbleibt ihnen ewiglich […].“ Auch im Berliner Handwerkerverein trat Benda mit Vorträgen auf, in denen er für religiöse Toleranz und das Miteinander der Religionen warb.

## Rolle im Jahr 1848
Am 18. März 1848, kurz vor Ausbruch der Berliner Märzrevolution, wurde Benda in der Stadtverordneten-Versammlung aufgefordert, als Emissär bei König Friedrich Wilhelm IV. die gesetzliche Anerkennung der Bürgerwehr zu erwirken. Die vor dem Schloss versammelte Menge soll er zum ruhigen Auseinandergehen ermahnt haben, bevor auf das Volk geschossen und der Befehl zum Einsatz berittener Truppen gegeben wurde. Mit einer viel beachteten Protestnote widersprach er einem im Berliner Rat debattierten Antrag, für die Hinterbliebenen Almosen zu sammeln: „Diesen Freiheits-Märtyrern muß vielmehr ein ihren unsterblichen Thaten entsprechendes Leichenbegängniß gefeiert werden, dem sich die gesammte Bürgerschaft Berlins in Trauer anzuschließen hat. Die Helden müssen auf einem eigenen Kirchhofe begraben und denselben ein würdiges preisgekröntes Denkmal errichtet werden. Für die Hinterbliebenen derselben aber muß aus Staatsmitteln dermaßen gesorgt werden, wie es der Dankbarkeit des deutschen Volkes geziemt.“ Die gemeinsame Bestattung der gefallenen Barrikadenkämpfer gleich welcher Konfession am Rand des Friedrichshains und der Trauerzug sind somit auf die Initiative von Daniel Alexander Benda zurückzuführen.
Im Lauf des Jahres 1848 wandte sich Benda von radikalen Demokratiebestrebungen ab. Er vertrat zwar nicht die Positionen der reaktionären Kreuzzeitung, wohl aber einen gemäßigten bürgerlichen Konservatismus, und trat gemeinsam mit Wilhelm Beer dem Patriotischen Verein bei. In einer Denkschrift an die Stadtverordneten-Versammlung vom 24. Juli 1848 schrieb er: „Deutschland ohne Preußen ist ein Nichts; Preußen aber ist nicht nur ruhmvoll, selbständig und groß ohne Deutschland, sondern, wenn es sein muß, auch im Kampf wider Deutschland!“ Das liberale Ministerium Pfuel bekämpfte er publizistisch und forderte ein Ministerium unter dem Motto „Freiheit, Gesetz, Ordnung und Preußen für immer!“.
Benda starb nach langem Leiden am 6. Januar 1870. Auch rund 35 Jahre nach seinem Tod galt er laut einer Zeitungsnotiz vielen als „ein für die höchsten Ziele der Sittlichkeit eintretender Autor“.

## Werke und Schriften
- Literatur von und über Daniel Alexander Benda im Katalog der Deutschen Nationalbibliothek.
- Die Felicier, geschichtliche Entwickelung eines Urvolks. Aus vorliegenden Urkunden geschöpft von H. G. und hrsg. von Dan. Alex. Benda. Teil 1, Friedrich Fleischer, Leipzig 1827 (Digitalisat).
- Der Krieg im Osten, ein auf philosophische Geschichts-Auffassung gegründetes unpartheiisches Urteil. [Berlin] 1829 (Digitalisat).
- Robert Peel’s Finanz-System, oder Ueber die Vorzüge der Einkommensteuer im Gegensatze zu Staats-Anleihen und Zinsreductionen. August Hirschwald, Berlin 1842 (Digitalisat).
- Katechismus für wahlberechtigte Bürger Preußens, oder: Geist und Bedeutung der Städte-Ordnung vom 19. November 1808. Hrsg. zum Besten einer Pensions-Stiftung für alte, würdige und hilfsbedürftige Volks- und Elementarlehrer. In Kommission bei Julius Springer, Berlin 1843 Vollständig einsehbar in google books.
- Der fünfte größere 28 Wahlbezirke umfassende Bezirks-Verein trägt bei der constituirenden Versammlung darauf an, zu erklären: „daß die Berliner Freiheitskämpfer des 18. und 19. März um das Vaterland sich wohl verdient gemacht haben.“ [Flugblatt vom 4. Juni 1848] (Digitalisat).
- Erklärung [Flugblatt vom 8. Januar 1849] (Digitalisat).
- Die reformirende Weltanschauung oder die Natur nach Vernunft ausgelegt. Julius Springer, Berlin 1858 (Digitalisat); Neue vollständige Ausgabe, Plahn’sche Buchhandlung (Henri Sauvage), Berlin 1860 (Digitalisat).
- Grundsätze, nach welchen der Staat der Felicier gebildet ward und geleitet wird. Auszug aus dem zweiten Theil des im Jahre 1827 herausgegebenen ersten Theils der Felicier, Friedländer, Berlin 1863.